# Evi Lanig
Evi Lanig (* 24. Oktober 1933 in Hindelang/Oberjoch im Allgäu) ist eine ehemalige deutsche Skirennläuferin. Mit sechs deutschen Meistertiteln und zwei Vizemeisterschaften ist sie eine der erfolgreichsten deutschen Skiläuferinnen.
Lanig wurde zwischen 1953 und 1955 dreimal in Folge Deutsche Meisterin im Abfahrtslauf. 1954 und 1955 errang sie zudem den Titel in der Kombination und 1955 auch die erstmals ausgetragene Meisterschaft im Riesenslalom.
1952 nahm sie in Oslo an den Olympischen Winterspielen teil und erreichte als beste Platzierung den neunten Platz im Abfahrtslauf. Im Januar 1956 gewann sie den Riesenslalom der SDS-Rennen in Grindelwald. Die Winterspiele 1956 in Cortina d’Ampezzo sollten der Höhepunkt ihrer Karriere werden, doch wenige Tage vor der Eröffnung verletzte sie sich beim Training und marschierte mit eingegipstem Unterarm mit der gesamtdeutschen Mannschaft ins Eisstadion ein. 
Ihre jüngeren Brüder Hanspeter und Axel waren ebenfalls Skirennläufer. Sie war mit dem Bobfahrer Lorenz Nieberl (1919–1968) verheiratet. 

## Sportliche Erfolge
- 1952: 
  - Olympische Winterspiele: Platz 9 im Abfahrtslauf
  - Olympische Winterspiele: Platz 14 im Riesenslalom

- 1953: 
  - Deutsche Meisterin im Abfahrtslauf

- 1954:
  - Deutsche Meisterin im Abfahrtslauf
  - Deutsche Meisterin in der Kombination
  - Teilnahme an der Skiweltmeisterschaft in Åre

- 1955:
  - Deutsche Meisterin im Abfahrtslauf
  - Deutsche Meisterin in der Kombination
  - Deutsche Meisterin im Riesenslalom